# Andy Johns
Jeremy Andrew "Andy" Johns, född 20 maj 1950 i Epsom sydväst om London, död 7 april 2013 i Los Angeles, var en brittisk ljudtekniker och skivproducent. Han arbetade på flera välkända rockalbum, bland annat The Rolling Stones Exile on Main Street (1972), Televisions Marquee Moon (1977) och en rad album av Led Zeppelin under 1970-talet.
Andy Johns var bror till skivproducenten Glyn Johns.